# Għana (música folk)

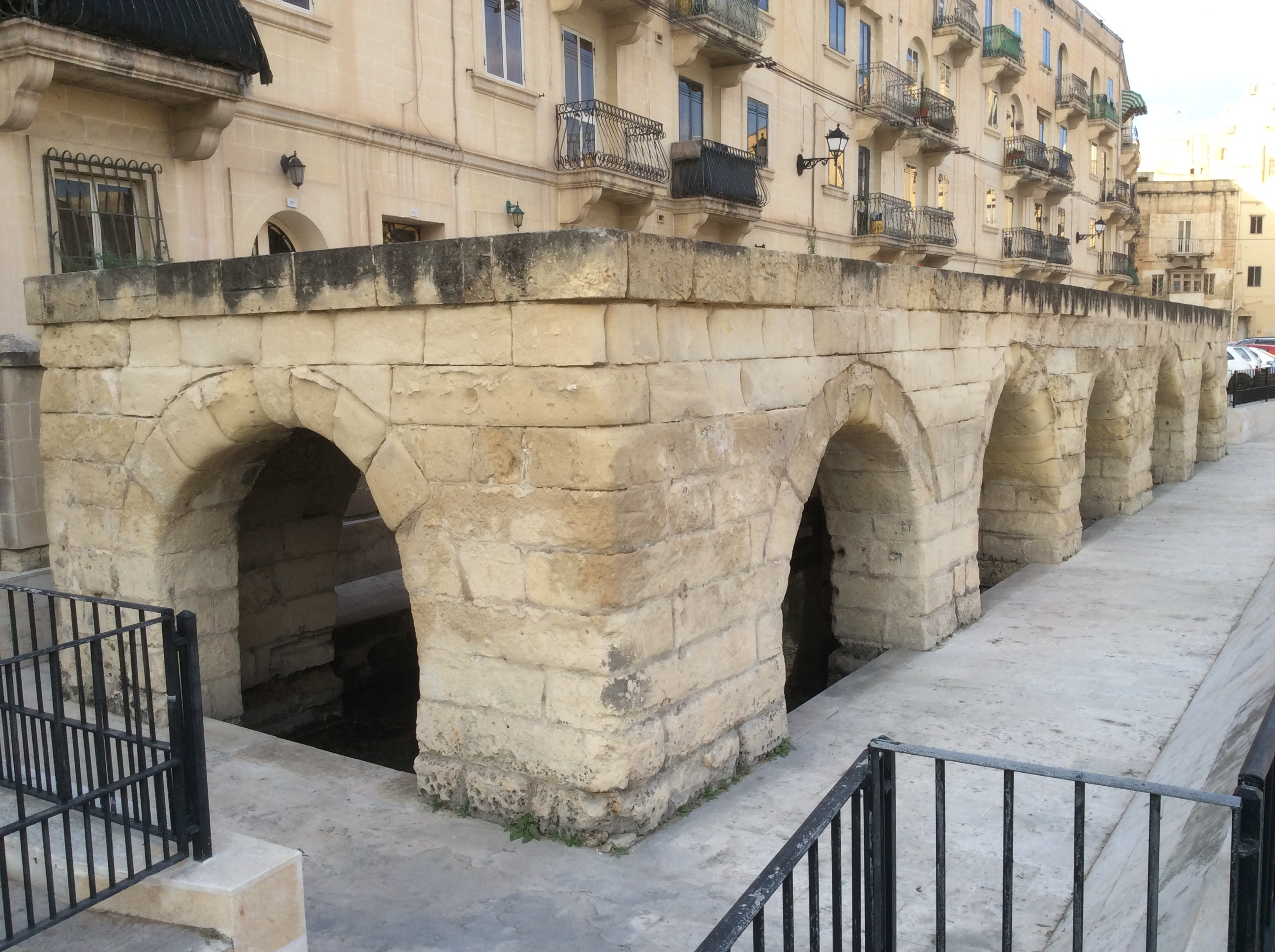
El għajn tal-ħasselin a Msida

El Għana [ɑana], (MT) cançó) és un tipus de música tradicional maltesa. Ghana té dos significats literals. El primer és la riquesa, la riquesa i la prosperitat; el segon s'associa amb el cant, vers, rima i fins i tot amb la kantaliena, un tipus de cant amb ritme lent. Ghana es pot dividir en pràctiques informals i formals.
Un cantant en aquest camp es diu localment "Għannej" (literalment "el cantant").

## Għana informal
Tocat i cantat indistintament per homes i dones, parla sobre la vida quotidiana dels maltesos, que tornen a la vida rural del passat, per exemple, a ser mediterranis i sentir-se orgullosos dels seus orígens.

## Għana formal
A partir d'això es deriven altres tres subgèneres: fil-Holi, tal- Fatt i Spirtu Pront . Għana fil-Height és també coneguda com a Bormliża, prenent el seu nom de la ciutat de Bormla on és molt popular. Bormliża cantada per homes obligats a cantar soprano amb notes altes sense trencar falsetto. Això es deriva d'una avifauna informal cantada per les dones, però atesa l'extrema dificultat de les qualitats vocals, aquest estil rarament es practica. L'Għana tal-Fatt transliteració 'fet' o 'realment'. Aquesta balada malencònica indueix al geni a explicar una història en un context local i conegut, amb esdeveniments recents, de vegades humorístics. El segon, esperit ràpid, és la forma més comuna de l' arxipèlag. Spirtu es transliteraria amb "intel·ligència ràpida", i es va originar a partir dels "duels de cançons" informals. Els altres tipus de Ghana són: bil-Qamsa i Makjetta.

## Màxims exponents del Għana

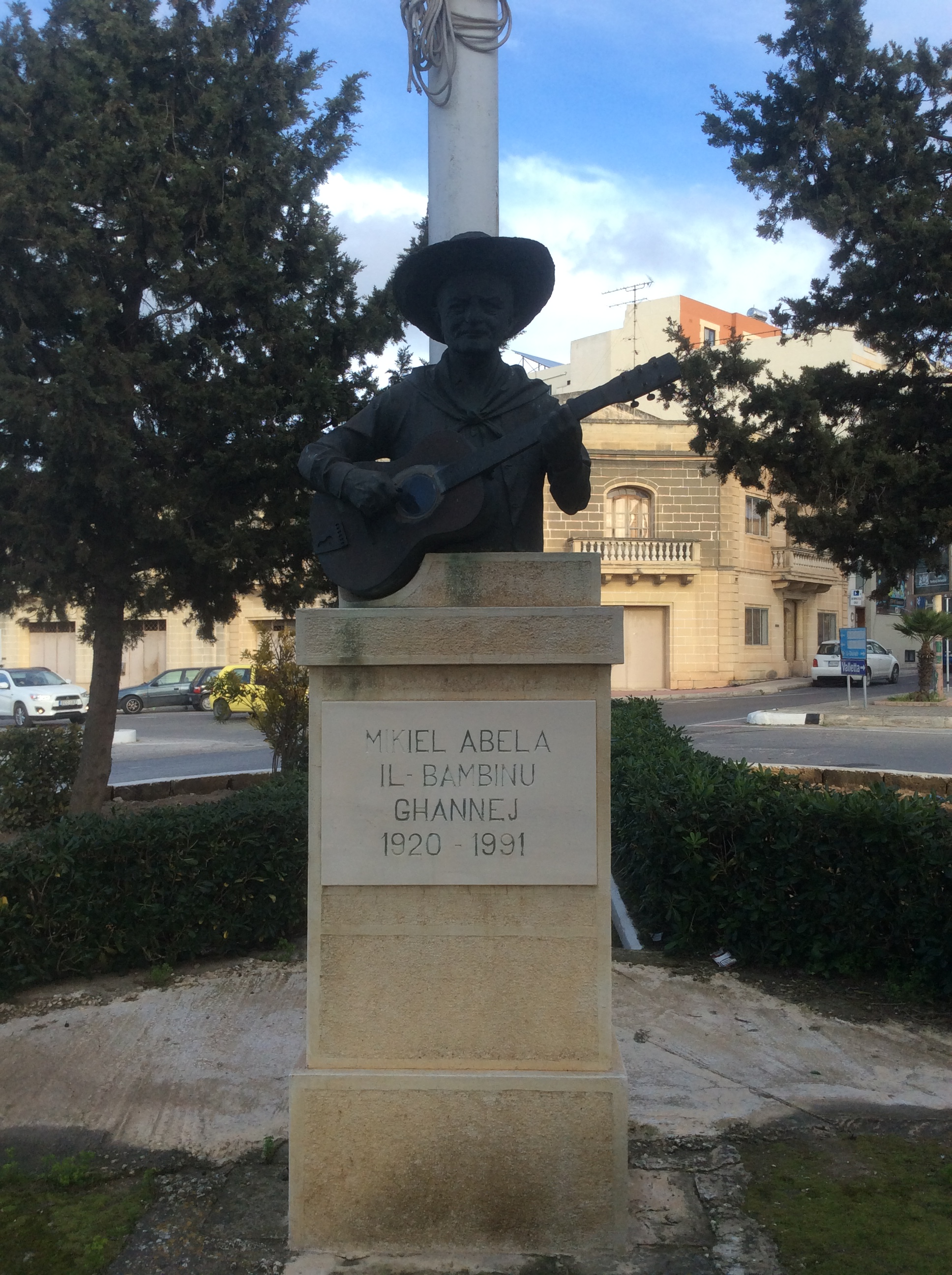
Monument a Mikiel Abela il-Bambinu en Żejtun

- Fredu Abela "il-Bamboċċu" (1944–2003)
- Mikiel Abela "il-Bambinu" (1920–1991)
- Leli Azzopardi "il-Bugazz" (1928–2003)
- Frans Baldacchino "il-Budaj" (1943–2006)[3]
- Ġużeppi Camilleri "il-Jimmy tal-Fjur" (1917–1994)
- Salvu Darmanin "ir-Ruġel" (1905–1976)
- Pawlu Degabriele "il-Bies" (1908–1980)
- Grezzju Ellul "ta' Ċanċa" (1926–1996)
- Sam Farrugia "tal-Carabott" (1933–2002)
- Guzeppi Meli "Ta' Sika" (1929–2009)
- Żaru Mifsud "l-Għaxqi" (1933–2001)
- Żaren Mifsud "ta' Vestru" (1924–1999)
- Bastjan Micallef "Ir-Rabti" (1936–2002)
- Toni Pullicino "it-Tullier" (1927–1968)
- Rozina Sciberras "tat-Trott" (1880–1959)
- Fredu Spiteri "l-Everest" (1929–1965)
- Ġammari Spiteri "Amletu" (1907–1962)
- Leli Sultana "Il-Moni" (1921–2003)
- Karmnu Xuereb "In-Namru" (1911–1997))[4]